# 哈嫩格雷特伊山
46°47′27.6″N 9°46′35.4″E / 46.791000°N 9.776500°E

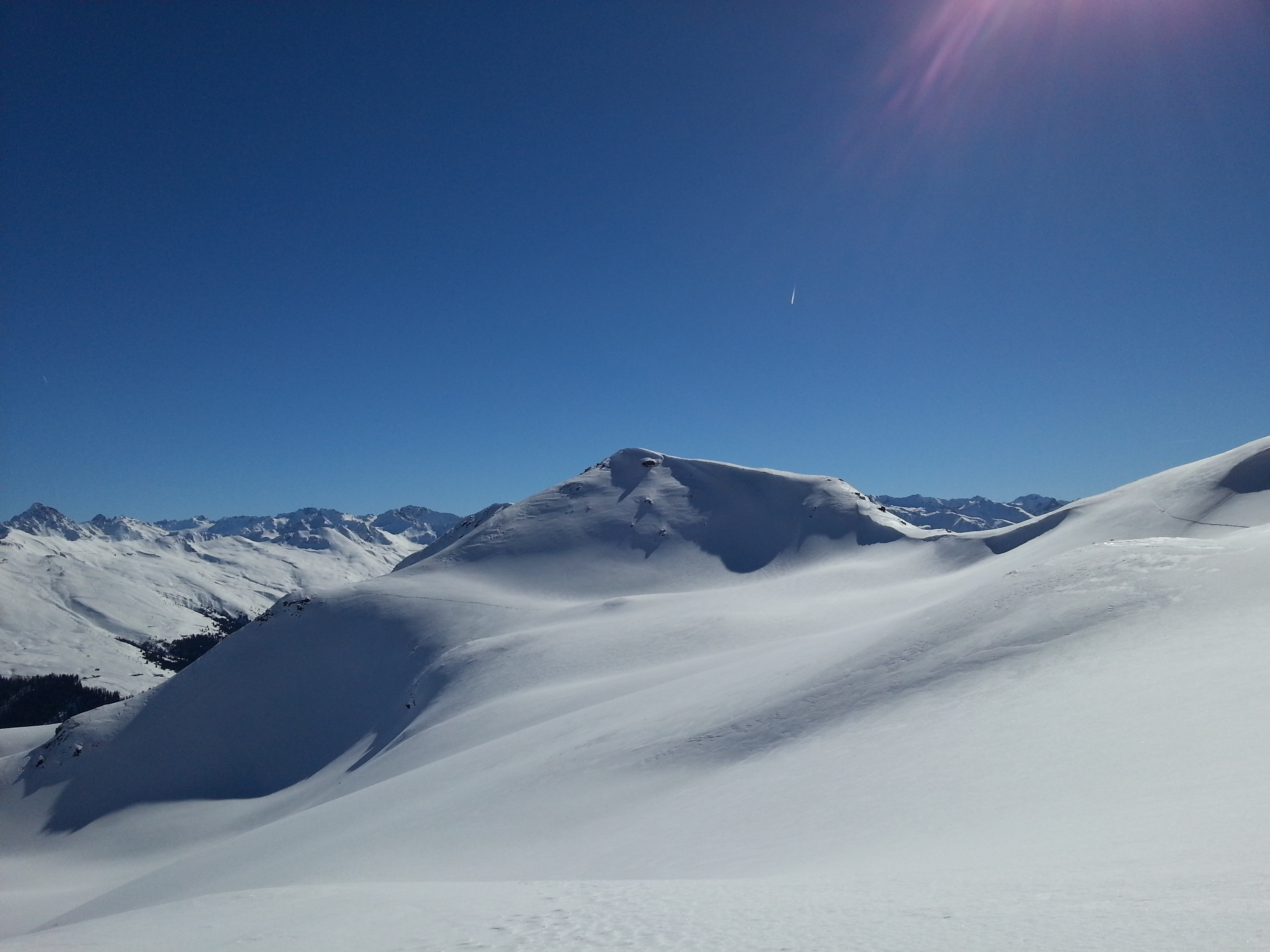

哈嫩格雷特伊山（德語：Hanengretji）是瑞士的山峰，位於該國東南部，由格勞賓登州負責管轄，屬於普萊蘇爾阿爾卑斯山脈的一部分，海拔高度2,542米，每年平均降雨量1,729毫米。